# Río Mamjurts
El río Mamjurts (del ruso: Мамхурц) es un río de la Rusia europea meridional (república de Karacháyevo-Cherkesia), en el Cáucaso Norte, afluente por la izquierda del río Bolshaya Labá, constituyente del Labá, de la cuenca hidrográfica del Kubán.

## Curso
Tiene una longitud de 14 km. Nace en las cumbres del Cáucaso Occidental, entre el pico Makera y el Mamjurts, al norte de la frontera con Abjasia. Su curso discurre en dirección predominantemente nordeste, rodeado de bosques de coníferas (pino y abeto) adaptadas a los empinados barrancos. Desemboca en el Bolshaya Labá río arriba de Zaguedan.